# ريتشارد إل. برين
ريتشارد إل. برين (بالإنجليزية: Richard L. Breen)‏ (و. 1918 – 1967 م) هو كاتب سيناريو، ومخرج أفلام أمريكي، ولد في شيكاغو، توفي في مقاطعة لوس أنجلوس، عن عمر يناهز 49 عاماً.

## جوائز وترشيحات
حصل على جوائز منها:

جائزة الأوسكار لأفضل كتابة "سيناريو أصلي"، عن عمل: تيتانيك
ترشح لـ:
- جائزة الأوسكار لأفضل كتابة "سيناريو أصلي"، عن عمل: تيتانيك
- جائزة الأوسكار لأفضل كتابة "سيناريو مقتبس"، عن عمل: A Foreign Affair [الإنجليزية]‏
- جائزة الأوسكار لأفضل كتابة "سيناريو مقتبس"، عن عمل: Captain Newman, M.D. [الإنجليزية]‏.

## وصلات خارجية
- ريتشارد إل. برين على موقع IMDb (الإنجليزية)
- ريتشارد إل. برين على موقع ألو سيني (الفرنسية)
- ريتشارد إل. برين على موقع أول موفي (الإنجليزية)
- ريتشارد إل. برين على موقع قاعدة بيانات الأفلام السويدية (السويدية)
- ريتشارد إل. برين على موقع ديسكوغز (الإنجليزية)
- ريتشارد إل. برين على موقع قاعدة بيانات الفيلم (الإنجليزية)
- ريتشارد إل. برين على موقع كينوبويسك (الروسية)